# Pol (Limburg)
Pol is een buurtschap bij de stad Wessem in Midden-Limburg, behorend tot de gemeente Maasgouw. Het is gelegen tussen de dorpen Heel en Wessem, aan de noordelijke zijde van het Kanaal Wessem-Nederweert, ter hoogte van waar dit kanaal van de Maas aftakt. Het kanaal kan ter hoogte van Pol met een kleine brug worden overgestoken. Pol bestaat uit 2 straten en niet meer dan 15 huizen. In Pol staat de Onze-Lieve-Vrouw-van-Rustkapel.
Pol vormde samen met Panheel tot 1820 één gemeente: de gemeente Pol en Panheel. In dat jaar werd Panheel bij de gemeente Heel gevoegd en Pol bij de gemeente Wessem, die in 1991 fuseerden. Sinds 2007 is Pol onderdeel van de gemeente Maasgouw.
Steden en dorpen:
Beegden · Brachterbeek · Heel · Linne · Maasbracht · Ohé en Laak · Panheel · Stevensweert · Thorn · Wessem

Buurtschappen: Baarstraat · Bilt · Brandt · Eiland · Osen · Pol · Santfort (deels) · Weerd

Voormalige gemeenten: Heel · Maasbracht · Thorn

Limburg: Steden en dorpen      Nederland: Provincies · Gemeenten